# ルース・サザーランド
ルース・サザーランド（Ruth Sutherland、1884年 – 1948年）はオーストラリアの画家、美術評論家である。1918年に「オーストラリアン・トーナリズム(Australian tonalism)」の画家、マックス・メルドラムを中心として設立された美術家グループ、「Twenty Melbourne Painters Society」の設立会員の一人となった。

## 略歴
アデレードで生まれた。1864年にスコットランドのグラスゴーからオーストラリアに移住してきた一族の出身で、多くの芸術家や学者を親族にもっている。父親のウィリアム(William Sutherland: 1859-1911) はジャーナリストで、妹のマーガレット・サザーランド(1897-1984)は作曲家として有名になった。叔母のジェーン・サザーランド(1853-1928)はオーストラリアにおける女性画家の先駆けの一人である。アデレードの水彩画家、グウェン・バリンジャー(Gwen Barringer: 1882–1960) から絵を学んだ後、メルボルンに移り、ビクトリア国立美術館付属の美術学校(National Gallery of Victoria Art School)で、リンゼー・バーナード・ホールに学んだ。
メルボルンの新聞「ジ・エイジ」や美術雑誌「アート・イン・オーストラリア(Art in Australia)」に美術評論を寄稿し 、マックス・メルドラム(Max Meldrum: 1875–1955)やヒルダ・リックス・ニコラス(Hilda Rix Nicholas: 1884–1961)を紹介した。
1918年にマックス・メルドラムを中心として設立された美術家グループ、「Twenty Melbourne Painters Society」の創立会員になり、グループ展にドーラ・ウィルソン(1883–1946)やヒルダ・リックス・ニコラスといった美術学校時代の仲間とともに油絵や水彩画を出展した。
バーニス・エドウェル(Bernice Edwell)やフローレンス・ロドウェイ(Florence Rodway)といった仲間の画家と、メルボルン郊外の町、リリーデールにコテッジを借りて、風景を描くのを楽しんだ。

## 作品

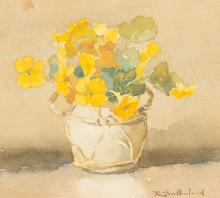
静物画、個人蔵
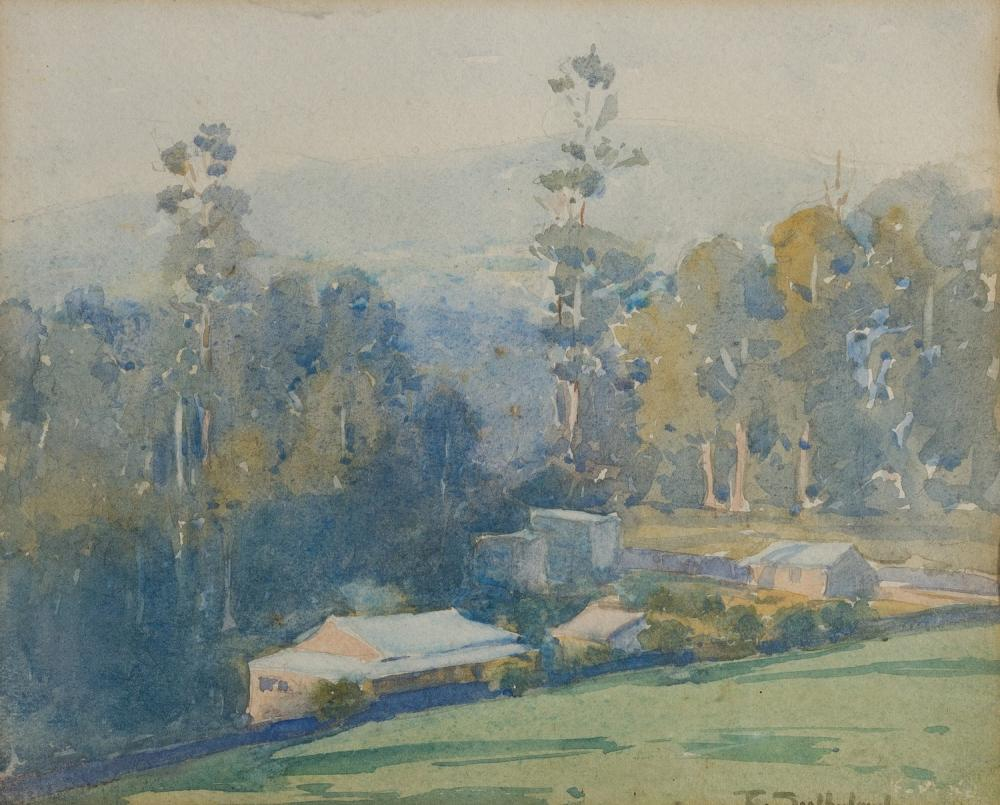
Homestead、個人蔵
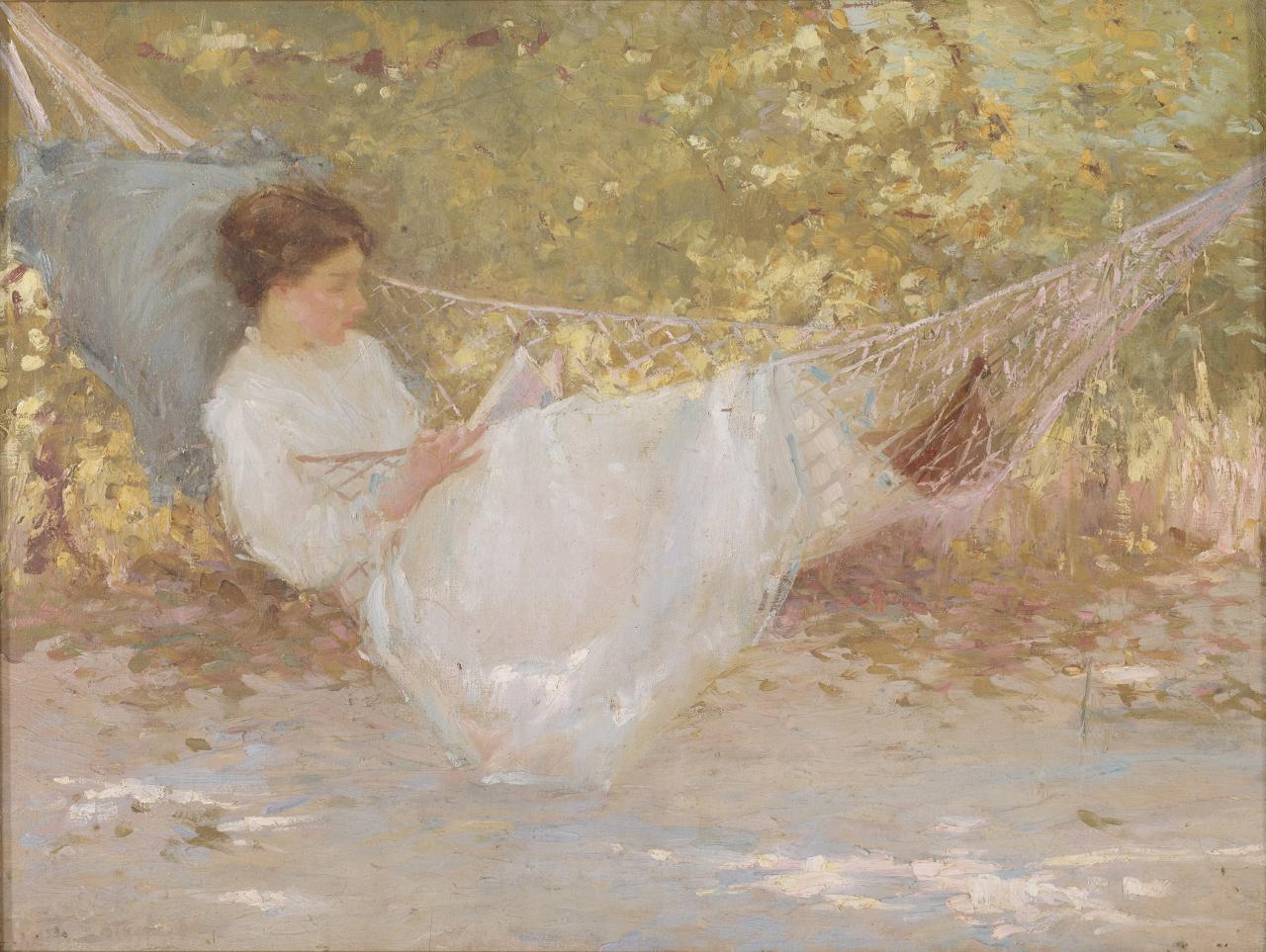
ハンモックの少女 ビクトリア国立美術館 蔵